# سد دياما

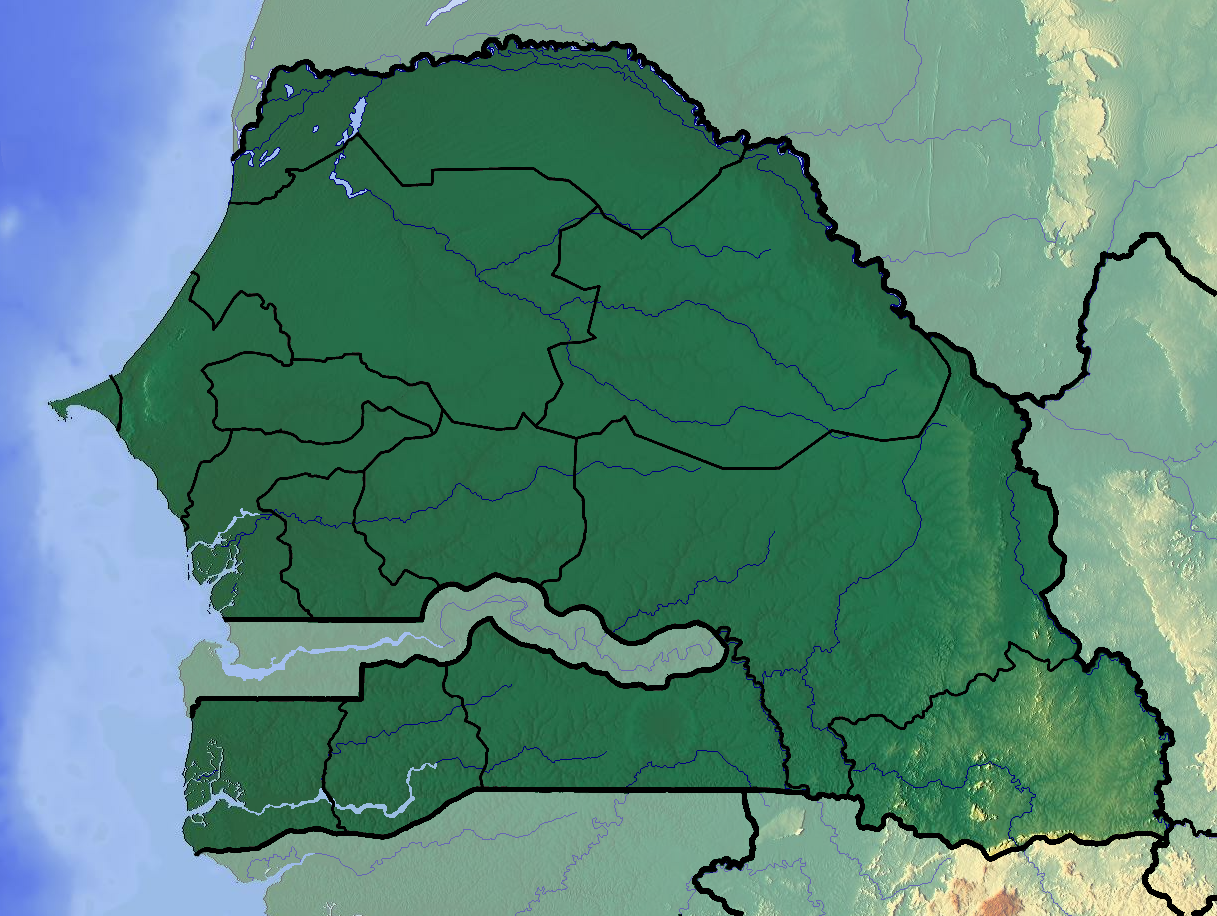
موقع سد دياما في السنغال

سد دياما الذي يشار إليه أحيانًا بسد ماكا دياما (بالفرنسية: Barrage de Maka-Diama)‏ هو سد على نهر السنغال، يقع بجوار مدينة دياما بالسنغال على حدود السنغال وموريتانيا ويبعد حوالي 22 كم (14 ميل) شمال سانت لويس، السنغال. الغرض من السد هو منع تسرب المياه المالحة إلى النهر، وتوفير المياه لري حوالي 45000 هكتار (110.000 فدان) من المحاصيل وإنشاء جسر بين سانت لويس ونواكشوط في موريتانيا.
خطط لبناء السد لأول مرة في عام 1970 عندما وافقت الدول المشاطئة ضمن هيئة تنمية حوض نهر السنغال على تطوير نهر السنغال. كان من المقرر بناء سد دياما بالتزامن مع سد مانانتالي الذي كان من المقرر أن يقع في أعلى المنبع في مالي. بدأ بناء سد دياما في 15 سبتمبر 1981 واكتمل في 12 أغسطس 1986. اكتمل بناء سد مانانتالي في عام 1988. وتم تمويل مشروع دياما بقرض بقيمة 149.5 مليون دولار أمريكي من بنك التنمية الأفريقي. يبلغ طول القسم الرئيسي من السد مع قفل السفينة والمجرى المائي 170 مترًا (560 قدمًا) بينما يمتد قسم السد الممتد بطول 440 مترًا (1440 قدمًا) شمالًا إلى حافة النهر. يبلغ ارتفاع السد 18 مترًا (59 قدمًا) ويبلغ الحد الأقصى للتصريف 6500 متر مكعب/ثانية (230 ألف قدم مكعب/ثانية).
تُعرف بلدة دياما الصغيرة بأنها معبر حدودي من وإلى موريتانيا، حيث أن السد هو الجسر البري الوحيد بين البلدين.

## انظر أيضا

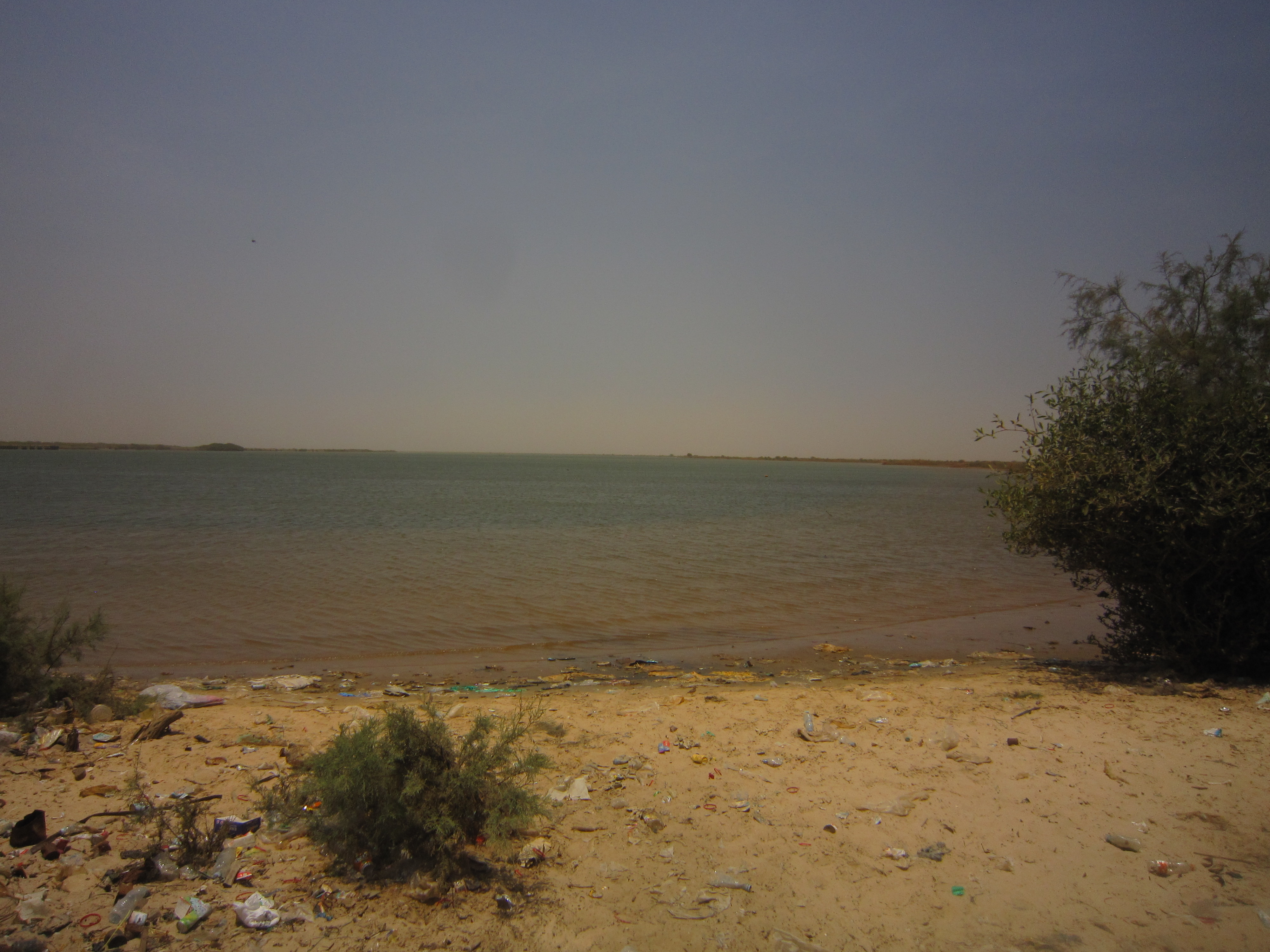
نهر السنغال تحت سد دياما على الجانب الموريتاني

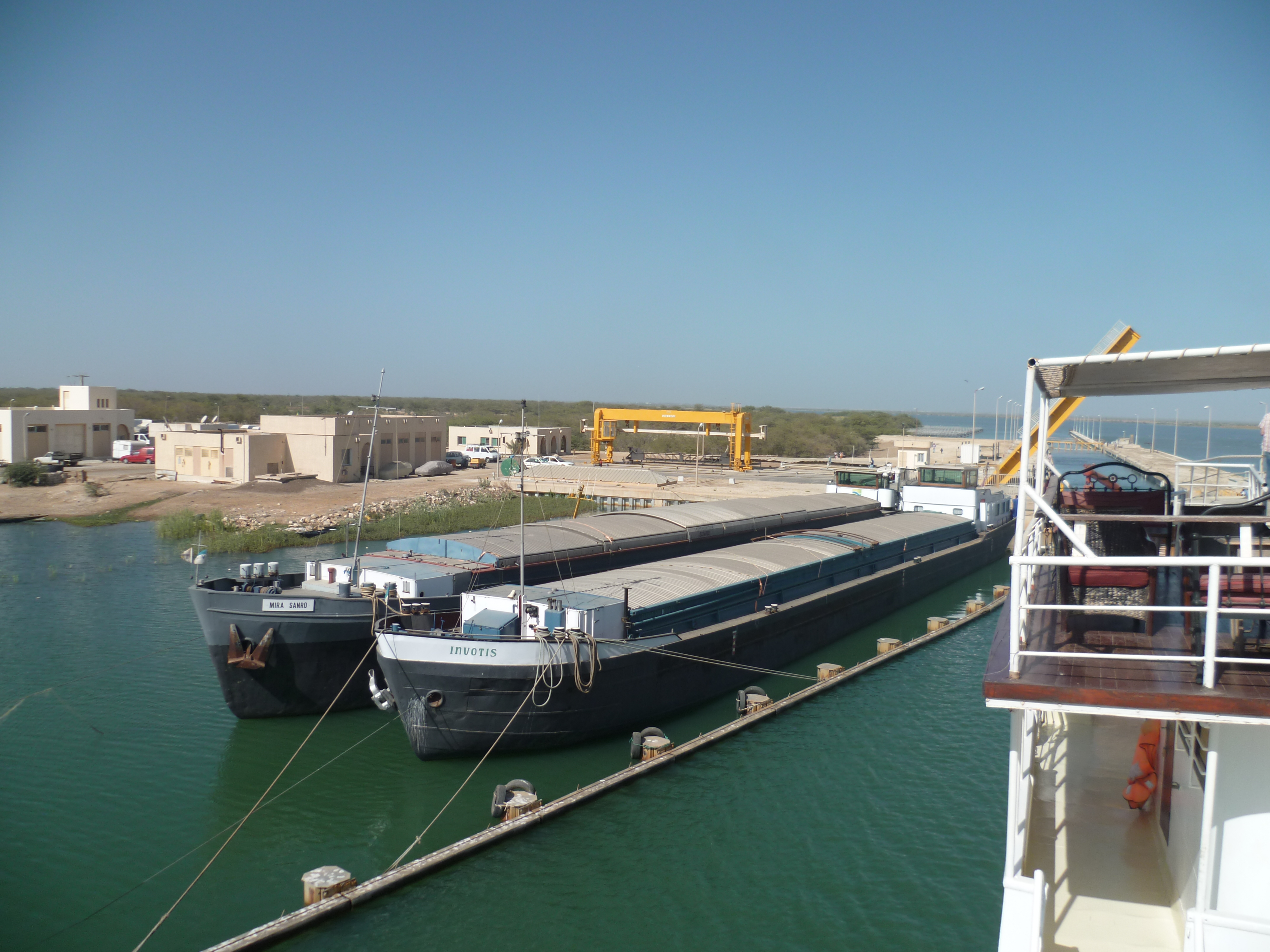
سُفن عند السد على نهر السنغال